# Mylabris mannerheimii
Mylabris mannerheimii là một loài bọ cánh cứng trong họ Meloidae. Loài này được Gebler miêu tả khoa học năm 1844.